# Arcidiecéze torontská
Arcidiecéze torontská (latinsky Archidioecesis Torontina) je římskokatolická arcidiecéze na části území Kanady se sídlem ve městě Toronto a s katedrálou sv. Michaela v Torontu. Jejím současným arcibiskupem je Frank Leo.

## Stručná historie
Diecéze vznikla roku 1841. Roku 1898 byla povýšena na metropolitní arcidiecézi.

## Církevní provincie
Jde o metropolitní arcidiecézi, která zahrnuje část území provincie Ontario a jíž jsou podřízena tato sufragánní biskupství:
- Diecéze Hamilton,
- Diecéze London,
- Diecéze Saint Catharines,
- Diecéze Thunder Bay.